# ناحیه فیشر، شهرستان پولک، مینه سوتا
ناحیه فیشر (به انگلیسی: Fisher Township) یک منطقهٔ مسکونی در ایالات متحده آمریکا است که در شهرستان پولک، مینه‌سوتا واقع شده‌است.
 ناحیه فیشر ۹۲٫۱ کیلومتر مربع مساحت و ۲۱۹ نفر جمعیت دارد و ۲۵۴ متر بالاتر از سطح دریا واقع شده‌است.